# Chinciuș
Chinciuș – wieś w Rumunii, w okręgu Marusza, w gminie Adămuș. W 2011 roku liczyła 7 mieszkańców.